# Tamala (Pensa)
Tamala (russisch Тамала́) ist eine Siedlung städtischen Typs in der Oblast Pensa in Russland mit 7476 Einwohnern (Stand 14. Oktober 2010).

## Geographie
Der Ort liegt etwa 140 km Luftlinie südwestlich des Oblastverwaltungszentrums Pensa unweit der Quelle der namensgebenden Tamala, eines rechten Nebenflusses der Chopjor. Tamala befindet sich unweit der Grenzen zu den Nachbaroblasten Saratow und Tambow.
Die Siedlung ist Verwaltungszentrum des Rajons Tamalinski sowie Sitz und einzige Ortschaft der Stadtgemeinde (gorodskoje posselenije) Rabotschi possjolok Tamala.

## Geschichte
Der Ort entstand 1870 im Zusammenhang mit dem Bau der Eisenbahnstrecke Tambow – Saratow der damaligen Rjasan-Uralsker Eisenbahn, als dort eine nach dem Fluss und einem nahen Dorf benannte Station errichtet wurde.
Bis in die 1920er-Jahre wuchsen Dorf und Stationssiedlung Tamala zusammen. Am 16. Juli 1928 wurde der Ort Verwaltungssitz eines neu geschaffenen, nach ihm benannten Rajons. 1966 erhielt Tamala den Status einer Siedlung städtischen Typs.

### Bevölkerungsentwicklung
| Jahr | Einwohner |
| ---- | --------- |
| 1926 | 1825      |
| 1939 | 4191      |
| 1959 | 4590      |
| 1970 | 6670      |
| 1979 | 8109      |
| 1989 | 8577      |
| 2002 | 8062      |
| 2010 | 7476      |

Anmerkung: Volkszählungsdaten

## Verkehr
Tamala besitzt einen Bahnhof bei Kilometer 612 der auf diesem Abschnitt (und durchgängig) 1871 eröffneten Eisenbahnstrecke Moskau – Rjasan – Tambow – Saratow.
Sechs Kilometer südlich besteht Anschluss an die der Bahnstrecke folgende Regionalstraße Kirsanow – Rtischtschewo – Saratow. Nach Norden führt eine Regionalstraße in das 50 km entfernte Belinski an der föderalen Fernstraße R208 Tambow – Pensa, sowie nach Nordosten eine Straße zur 40 km entfernt verlaufenden Regionalstraße Kamenka – Bekowo.